# Rue François-Ier
La rue François-Ier est une rue du 8e arrondissement de Paris, située au cœur du quartier du Triangle d'or.

## Situation et accès
Elle commence à hauteur du 1, avenue Franklin-D.-Roosevelt et de la place du Canada, pour se terminer avenue George-V. Dans le quart sud de sa longueur, elle traverse la place François-Ier.

## Origine du nom
Elle porte ce nom en raison de la proximité de la place François-Ier.

## Historique
Une Société des Champs-Élysées, créée par le colonel Brack et M. Constantin en 1823 avait entrepris de développer un nouveau quartier situé entre l'allée d'Antin (avenue Franklin-D.-Roosevelt), le cours la Reine (cours Albert-Ier) et l'allée des Veuves (avenue Montaigne).
Le quartier fut appelé François Ier parce que le colonel Brack y avait fait remonter, sur une maison dite de François Ier située à l'angle du cours la Reine et de la rue Bayard, une façade provenant d'une maison dont on disait qu'elle avait été bâtie par le monarque de la Renaissance pour la duchesse d'Étampes.
Un deuxième lotissement, dit de Chaillot, fut ensuite créé près de l'arc de triomphe de l'Étoile. Néanmoins, le quartier tarda à se construire. Son essor ne démarra qu'avec la création de la rue François-Ier, par ordonnance du 4 mai 1861, qui réunissait les deux lotissements. Elle fut immédiatement construite d’hôtels particuliers ou d’immeubles de rapport destinés à la haute bourgeoisie et à l’aristocratie du Second Empire.

## Bâtiments remarquables et lieux de mémoire
- À un numéro inconnu a habité l'ancien président Valéry Giscard d'Estaing, dans un appartement payé par l’État[2].
- À un numéro inconnu est mort l'ingénieur, industriel et homme d'affaires français Pierre-Ernest Dalbouze.

### No1

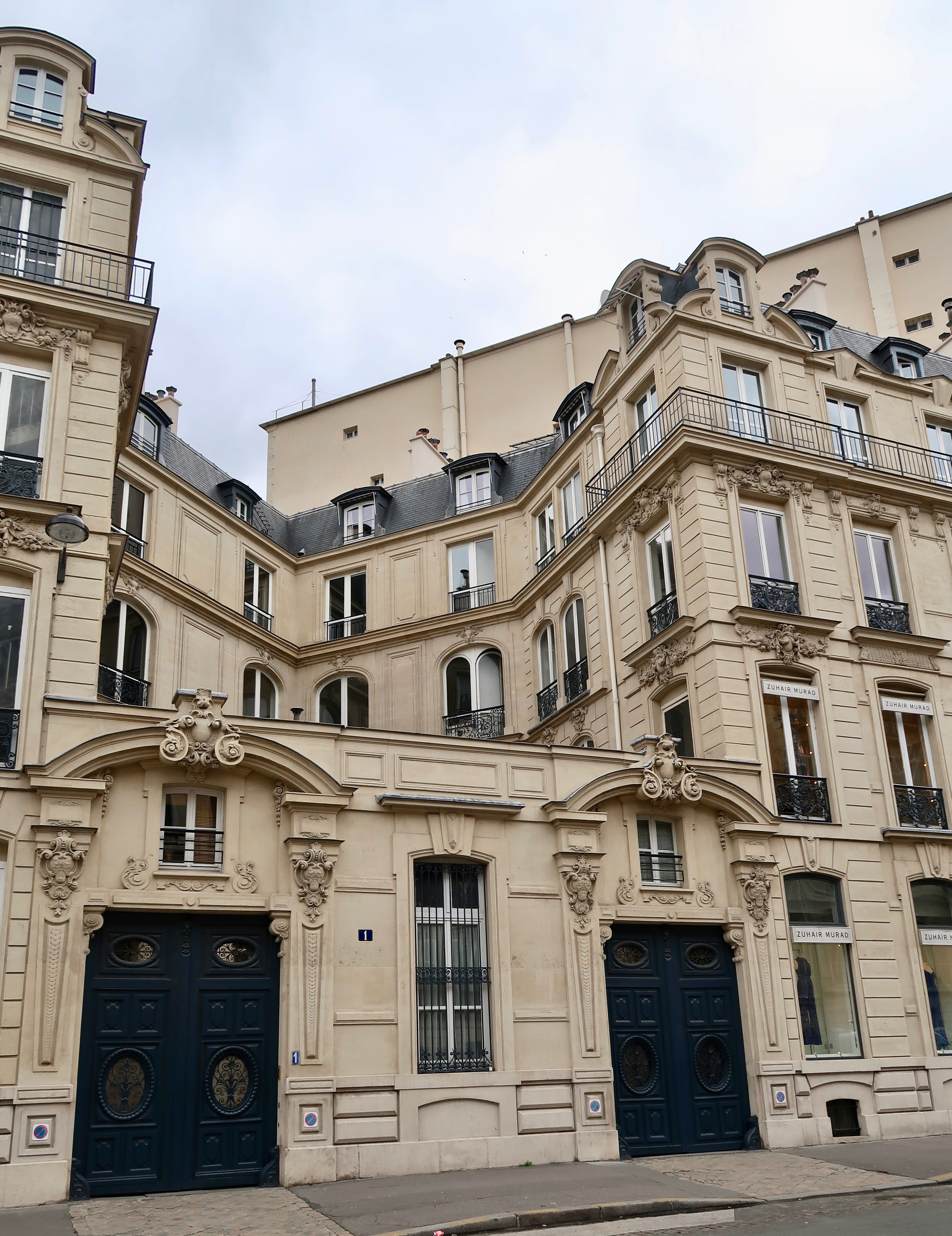
No 1.

Agénor de Gramont (1851-1925), duc de Guiche, et la duchesse, née Marguerite de Rothschild (1855-1905), s'installèrent dans cet immeuble après leur mariage en 1878 et avant d'emménager en 1888 dans un hôtel particulier rue de Constantine, puis rue de Chaillot : « Un petit appartement arrangé selon le mauvais goût qui a caractérisé la seconde moitié du XIXe siècle : partout, ce ne sont que tentures et peluches placées par le tapissier à la mode, Pijassou. Le salon est bouton d'or avec des tapis bleus, la salle à manger Henri II, un petit fumoir classique pour Agénor et un cabinet de toilette fruste, avec soupente noire et étoffe de calicot rayé cachant les objets de toilette, pour Marguerite : tout dans l'ameublement de la maison révèle un manque de sensibilité de la part du jeune couple. Il n'y a pas un seul objet d'art pour enjoliver les étagères ou les murs où ne se trouvent accrochés que des tableaux de famille. “L'élégance jouait sur d'autres valeurs que celles du mobilier” (Élisabeth de Clermont-Tonnerre, Au Temps des équipages. Mémoires I, Paris, Grasset, 1928, p. 64) : bien que peu fortunés […] les Guiche ont deux ou trois valets, des chevaux magnifiques et reçoivent souvent leurs amis à dîner. » En 1888, l'hôtel particulier du 1, rue François Ier fut acquis par le professeur et Mme Odilon Lannelongue. Le no 1 ayant l'avantage sur les autres immeubles de la rue d'avoir une vue directe sur la Seine avec les fenêtres du grand salon donnant directement cours Albert-Ier (cours la Reine à l'époque). Grands voyageurs, les Lannelongue meublent leur résidence de toutes sortes de meubles et d'objets d'art venant particulièrement de Venise, où ils allèrent chaque année. À la suite de la mort de Marie Lannelongue en 1906 et d'Odilon Lannelongue en 1911, leurs nièces, Marie et Laure Lannelongue, héritèrent du titre de propriété de l'hôtel au printemps 1912. Leurs jeunes époux, toux deux agenais, ne souhaitaient pas conserver un immeuble de cette taille à Paris, nécessitant des travaux importants et coûteux de rénovation des caves et fondations à entreprendre à la suite des inondations de 1910. Enfin le bruit de la circulation cours la Reine devenait de plus en plus gênant avec la popularisation de l'automobile. Tout cela a poussé les deux sœurs à transformer l'hôtel en immeuble de rapport. Elles ont donc divisé l'immeuble en appartements qu'elles ont ensuite mis en location, jusqu'à la revente de l'immeuble dans les années 1930. Aujourd'hui, l'immeuble est uniquement occupé par des bureaux, dont, en 2013, l'ambassade du Soudan du Sud.

### No3
L'acteur Alain Delon y a vécu.

### No5
En 1907, s'y trouve l'ambassade des États-Unis.

### No7
À cette adresse se trouve une propriété du clan du président gabonais Ali Bongo.
Pendant le XXe siècle, le prince et collectionneur Wladimir Argoutinsky-Dolgoroukoff possédait un hôtel particulier à cette adresse.

### Nos8-10
L'auberge de jeunesse Adveniat Paris est située au n°8 de la rue François-Ier dans le 8e arrondissement de Paris. l'histoire de ce lieu est profondément liée à celle de la congrégation des Assomptionnistes fondée par Emmanuel d'Alzon en 1861.

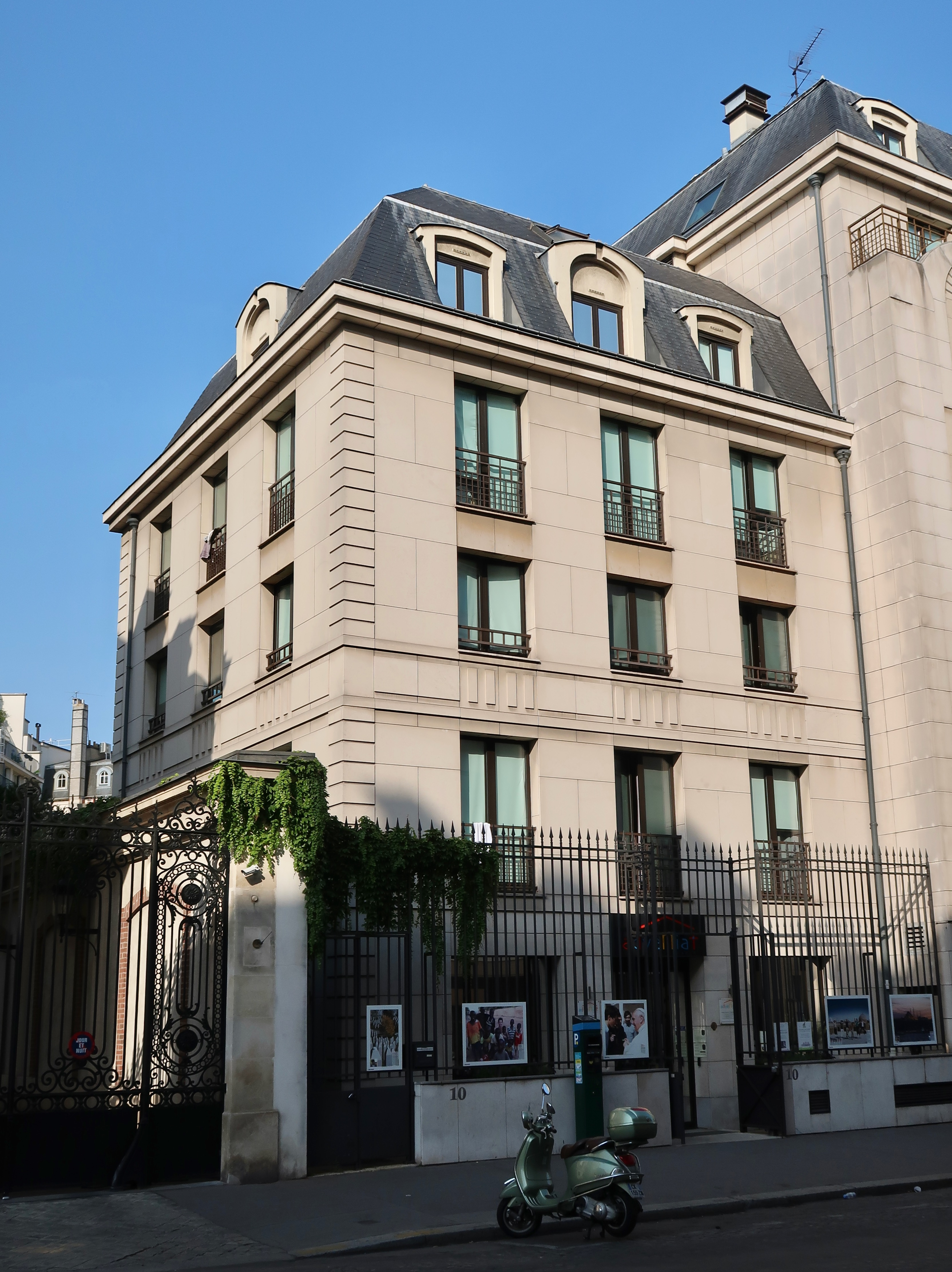
Foyer Adveniat.

### Duno9 auno60
- No 9 : hôtel de Vilgruy. Hôtel construit en 1865 par l'architecte Henri Labrouste. « La construction ne retient l'attention que par la notoriété de son auteur et par l'ingéniosité de sa distribution intérieure[9]. » Hôtel de la comtesse Foucher de Careil (en 1910)[10]. Classé monument historique par arrêté du 19 février 1981[11].

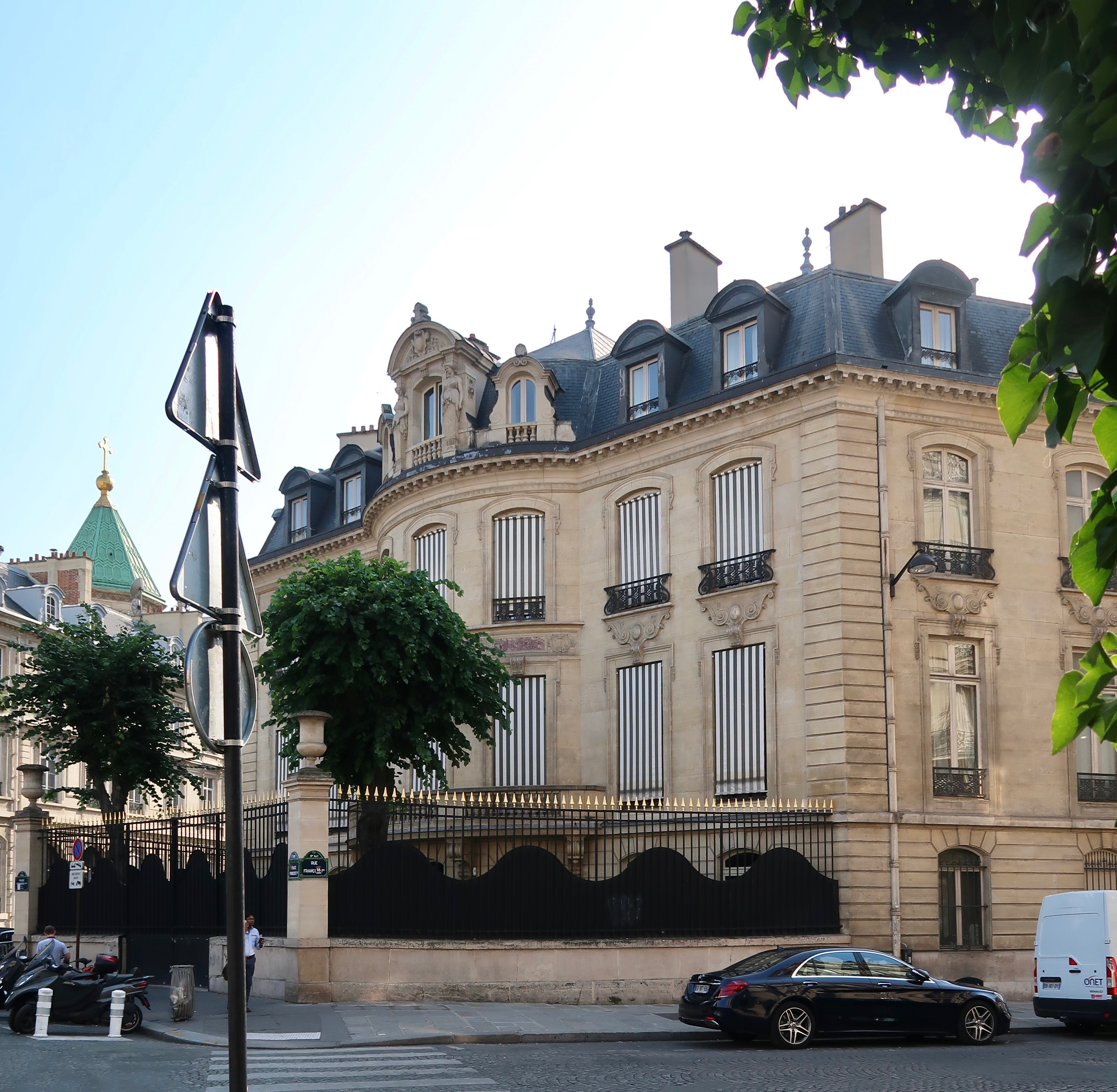
Hôtel de Vilgruy (1865) (MH).

- No 11 : hôtel du baron Hans von Bleichröder (en 1910) construit le 21 août 1897 par l'architecte G. Rousseau[10]. Siège et studios de Radio-Paris de 1933 à 1940. « La Radiodiffusion française a installé là des studios[12] » (en 1953).
- No 11 bis : hôtel de Mme Demachy (en 1910)[10].
- No 12 : hôtel de Clermont-Tonnerre. Construit en 1880 dans le style néo-Renaissance. Ancien hôtel Laurent, puis de la comtesse Blanche de Clermont-Tonnerre (en 1910). « C'est ici […], rapporte André Becq de Fouquières, que, le 4 juin 1912, vêtu en rajah et coiffé du turban à aigrette blanche, j'annonçais les entrées lors de l'inoubliable bal persan de la comtesse Blanche de Clermont-Tonnerre – qui eut sur la mode une influence profonde et qui inspira […] Paul Poiret[13]. » Après avoir abrité la maison de couture Lucile Manguin, puis une galerie de tableaux, l'hôtel est acquis en 1978 par le couturier Pierre Cardin qui fait soigneusement restaurer les intérieurs et y installe sa maison de haute couture de 1988 à 1994[14]. Le rez-de-chaussée (5-7, place François-Ier) a été loué de 1994 à 2006 à l'antiquaire Maurice Ségoura, qui y avait installé son magasin sur une surface de 720 m2[15]. Aujourd'hui siège d'Artémis, holding personnelle de François Pinault.
- No 13 : la maison Christian Dior est installée dans l'ancien hôtel de la comtesse de Béarn[16]. Domicile, à sa mort le 29 juin 1888, du banquier Charles-Adolphe Demachy (1818-1888), Régent de la Banque de France et fondateur de la banque éponyme[17], puis domicile de Robert Demachy.
- No 18 : hôtel Stenart. La Radiodiffusion française y avait installé des studios (en 1953)[12].
- No 21 : hôtel du marquis de Chabert d'Ansac (en 1910)[10],[18]. Occupé ensuite par la Croix-Rouge française[19].

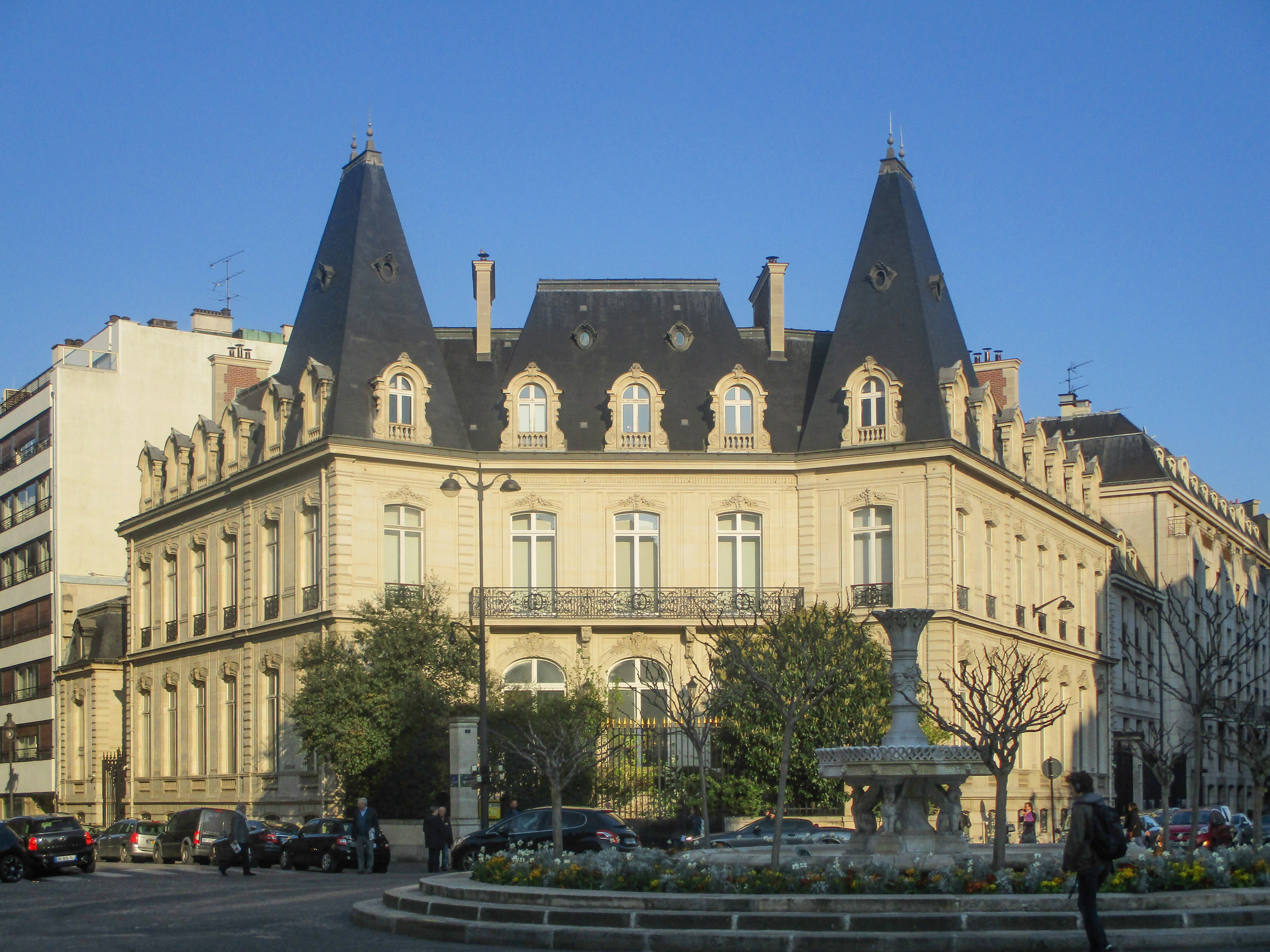
Hôtel de Clermont-Tonnerre, au croisement avec la place.
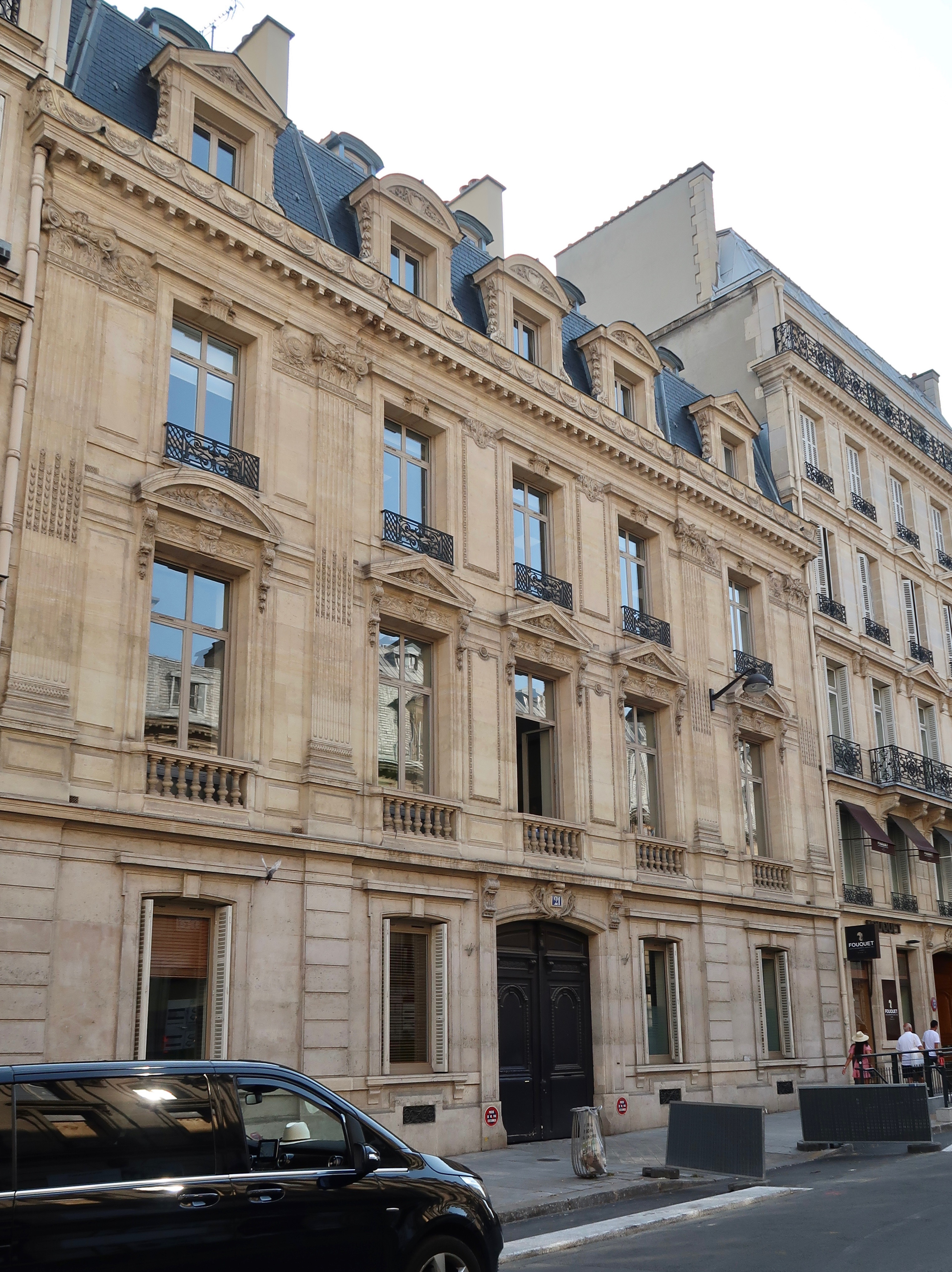
Hôtel Chabert d'Ansac, au no 21.

- No 24 : premier appartement d'Alfred et de Lucie Dreyfus, mariés le 18 avril 1890[20]. L'actrice Yvonne de Bray (1887-1954), y a vécu dans un appartement jusqu'à sa mort le  1er février 1954.
- No 26 bis : ancien siège et studios d'Europe 1, Virgin Radio, RFM et MCM, de 1955 à 2018.
- No 28 : hôtel du marquis de Breteuil jusqu'en 1902. Anciens studios d'Europe 1 et de Canal J jusqu'en 2018.
- No 30 : hôtel de Mme P. Mantin (en 1910)[10], anciens studios d'Europe 1.
- No 31 : Quentin Bauchart (1881-1916), membre du Conseil municipal de Paris, dont la rue Quentin-Bauchart perpétue le souvenir, habitait à cette adresse[21]. Boutique Vionnet[22].
- No 32 : hôtel du comte de Pange (en 1910)[10]. « L'hôtel de Pange, écrit André Becq de Fouquières en 1953, est toujours le domicile de cette famille de Pange attachée au souvenir de Mme de Staël[21]. » Il abrite pendant soixante-deux ans les studios d'Europe 1, jusqu'en 2018. Les quatre hôtels particuliers (26 bis, 28, 30 et 32) sont cédés par le groupe  Lagardère pour moins de 300 millions d'euros au fonds Ardian Real Estate en mars 2018[réf. nécessaire]. Les bâtiments sont par la suite entièrement restructurés afin d'accueillir des commerces de luxe et des bureaux[23].

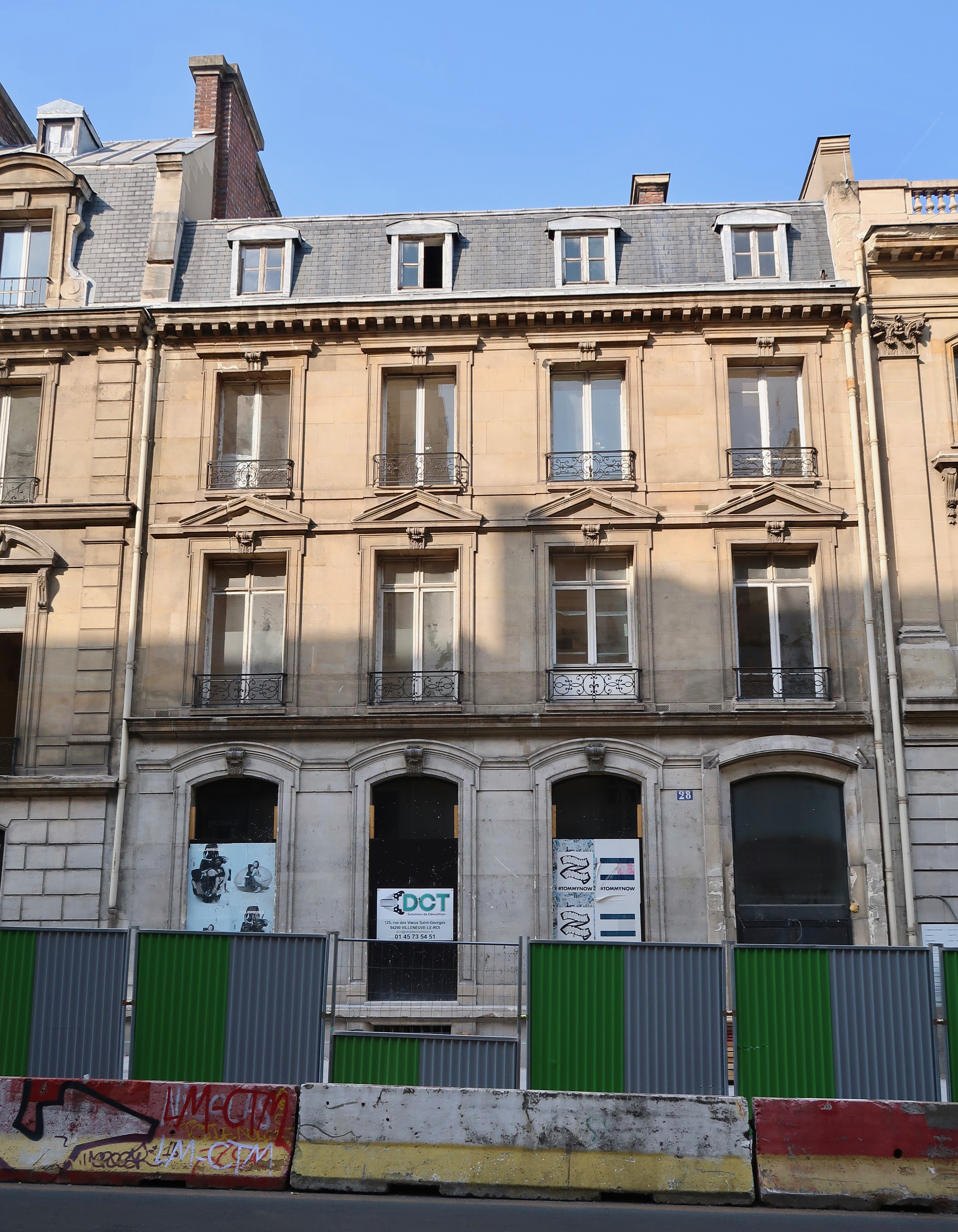
No 28, ancien hôtel Breteuil.
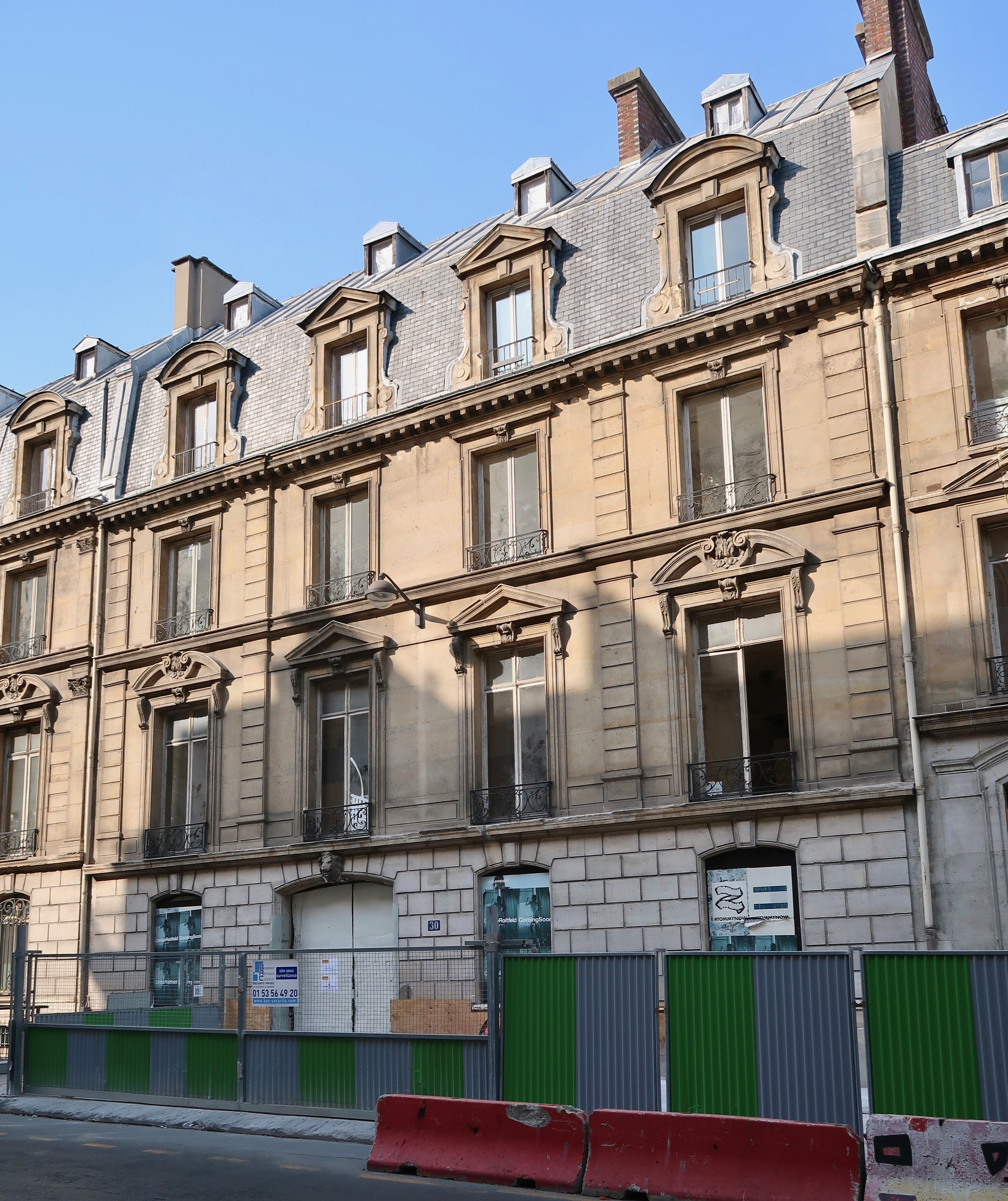
No 30, ancien hôtel Mantin.
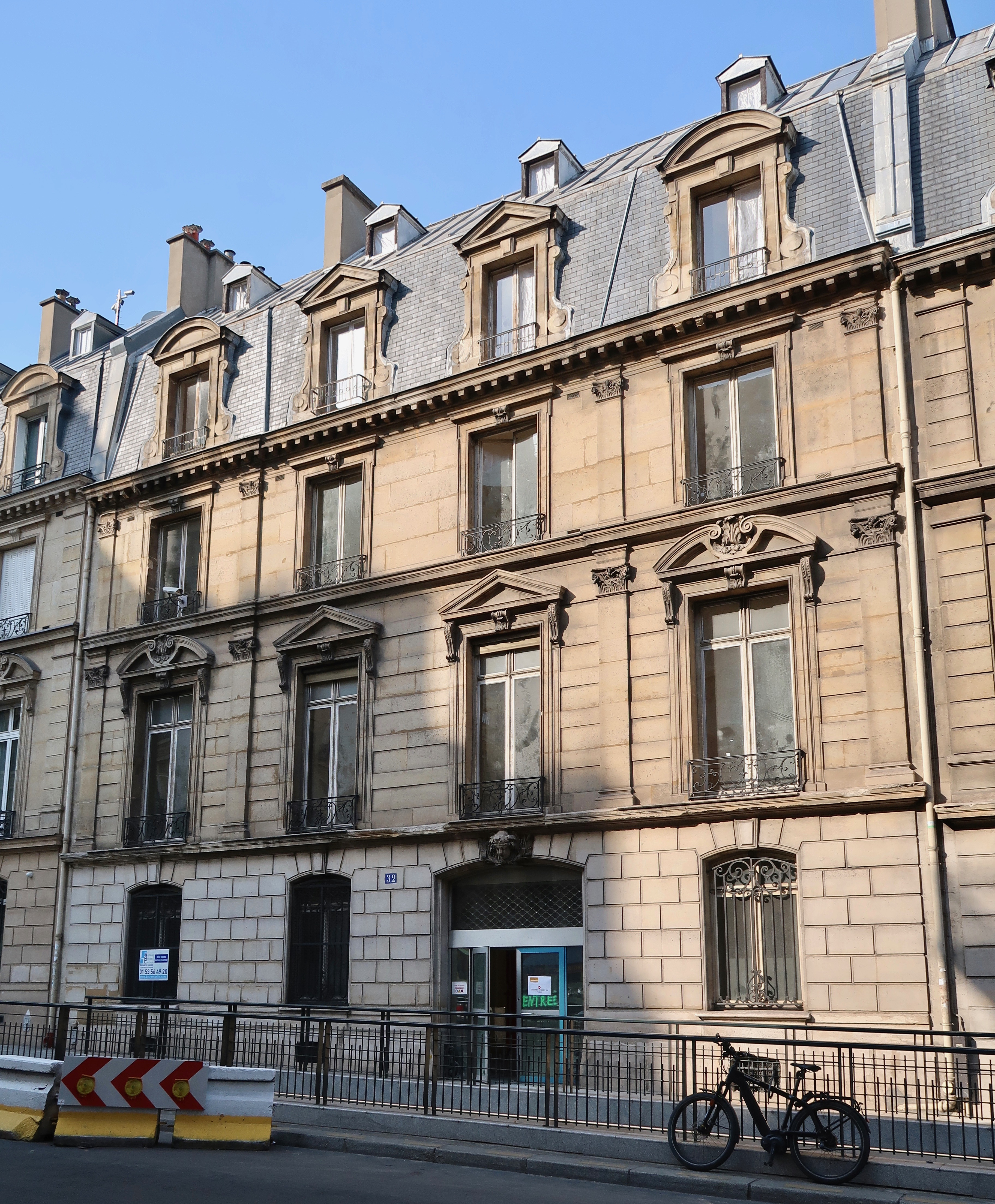
No 32, ancien hôtel de Pange.

- No 34 : hôtel du comte de Ruillé (en 1910)[10], aujourd'hui résidence de l'ambassadeur de Norvège.
- No 35 : ancien siège et studio de Radio 37 de 1937 à 1940.

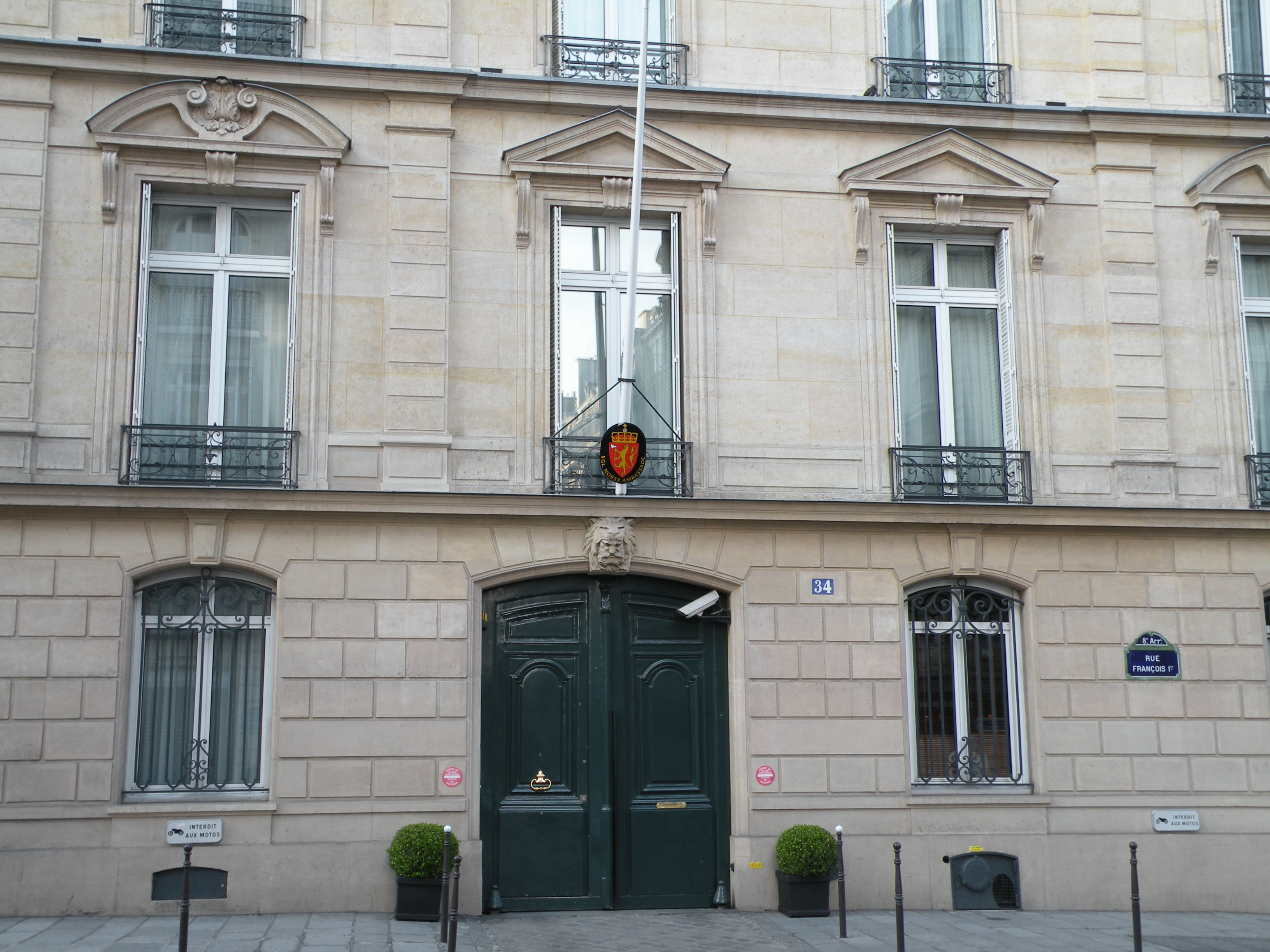
Hôtel de Ruillé, aujourd'hui résidence de l'ambassadeur de Norvège.
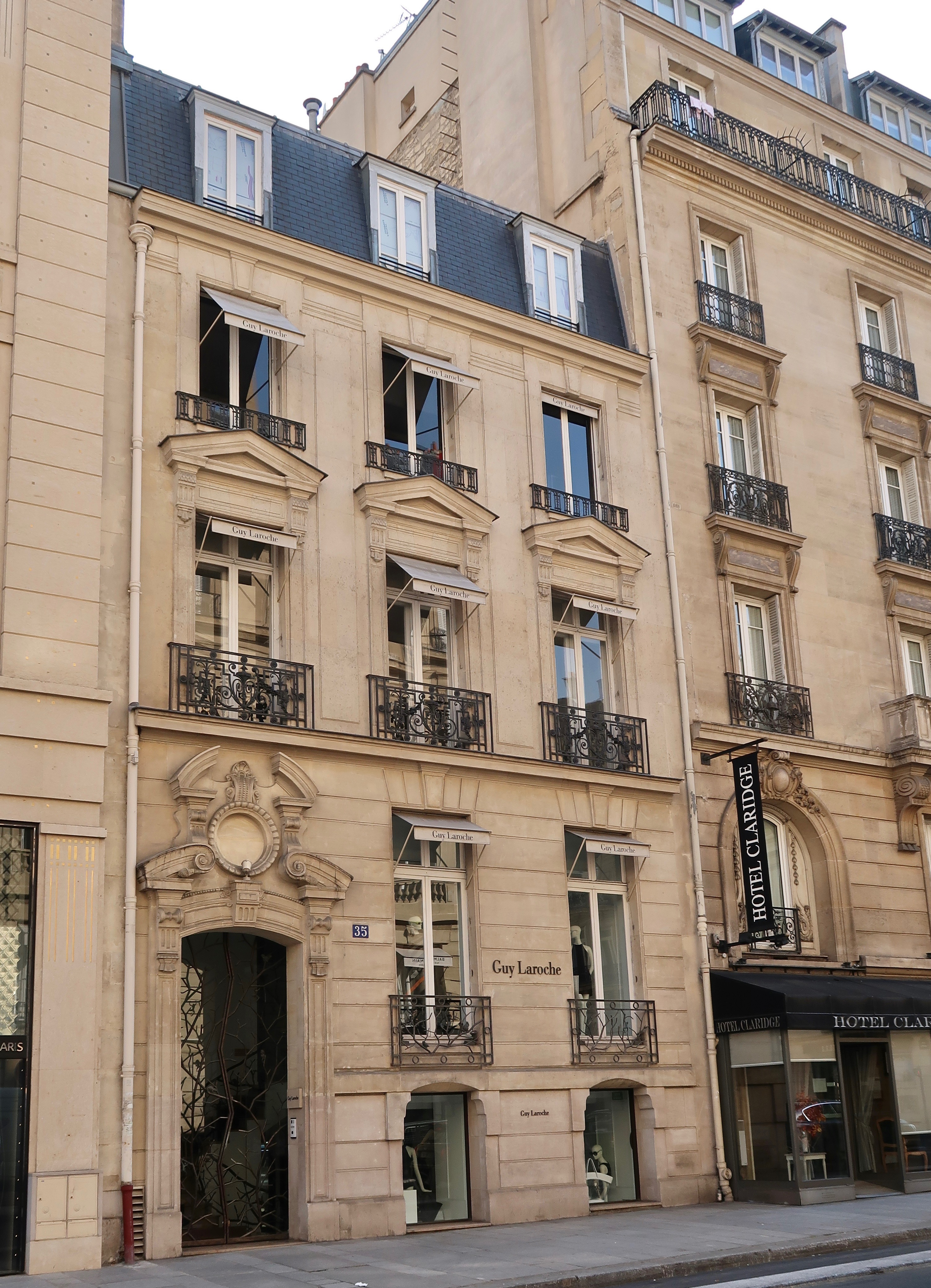
No 35.

- No 37 : « Au 37, nous allons rencontrer un autre nom de l'aristocratie polonaise : celui du prince Lubomirski, qui mena une vie fastueuse et quelque peu dissipée, et qui écrivit des vers, en français. Je crois que c'est le terrible Aurélien Scholl qui eut, à propos du prince, ce mot méchant : “Il n'est pas lu, il n'est pas beau. Peut-être est-il Mirski. À beau mentir qui vient de loin !”[24] »
- No 40 : André Courrèges installe là sa maison de couture en 1965[25].
- No 44 : hôtel du comte Walewski (1810-1868)[24]. Maison Pierre Balmain depuis les années 1950.

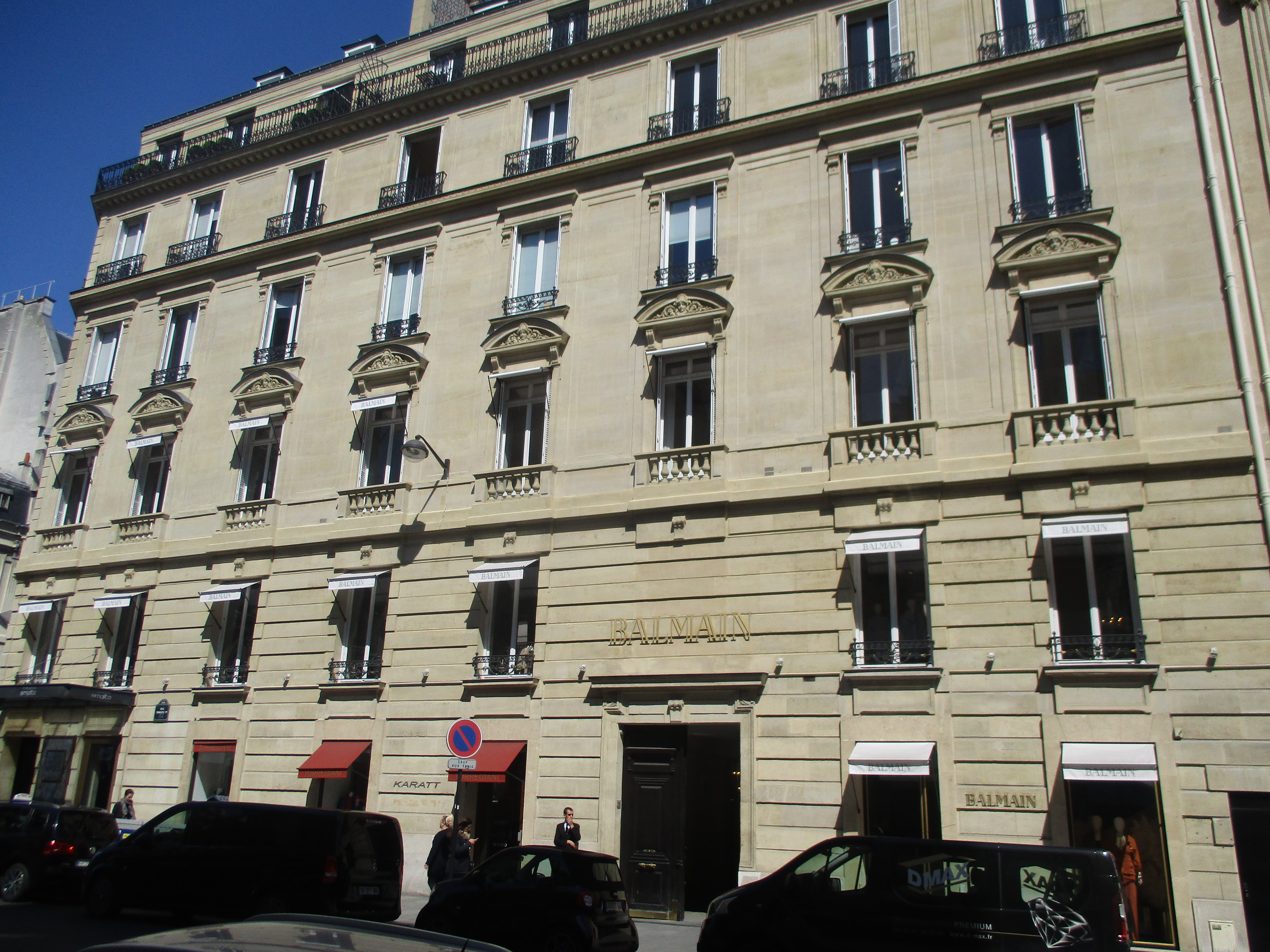
No 44, maison Balmain.

- No 48 (angle de la rue Marbeuf) : hôtel de Mme A. Panckouke (en 1910)[10].
- No 50 : le prince roumain Michel Stourdza (1793-1884) y habita. Il « avait conservé l'immense fortune acquise par ses aïeux dans l'habile administration d'une vaste province. La petite Marseillaise Jane Hading devait en bénéficier puisqu'elle dut à la munificence du prince de pouvoir arborer les plus fastueux bijoux de Paris[24]. »
- No 51 : hôtel de M. N. Terestschenko, propriété de la baronne Roger, également propriétaire de l'hôtel (détruit) du no 53 (en 1910)[10].
- No 52 : hôtel Grand Powers. C’est dans cet hôtel, en 1947, que le compositeur Henri Betti a choisi, pour la chanson qu’il avait composée, le titre C'est si bon sur la liste des dix titres que lui avait proposée le parolier André Hornez.
- No 60 : « Dans les premières années du XXe siècle, le comte Le Hon habitait encore au 60. Son nom reste attaché à ce coin de Paris : l'hôtel de son aïeule, au rond-point des Champs-Élysées, est toujours debout[21]. »

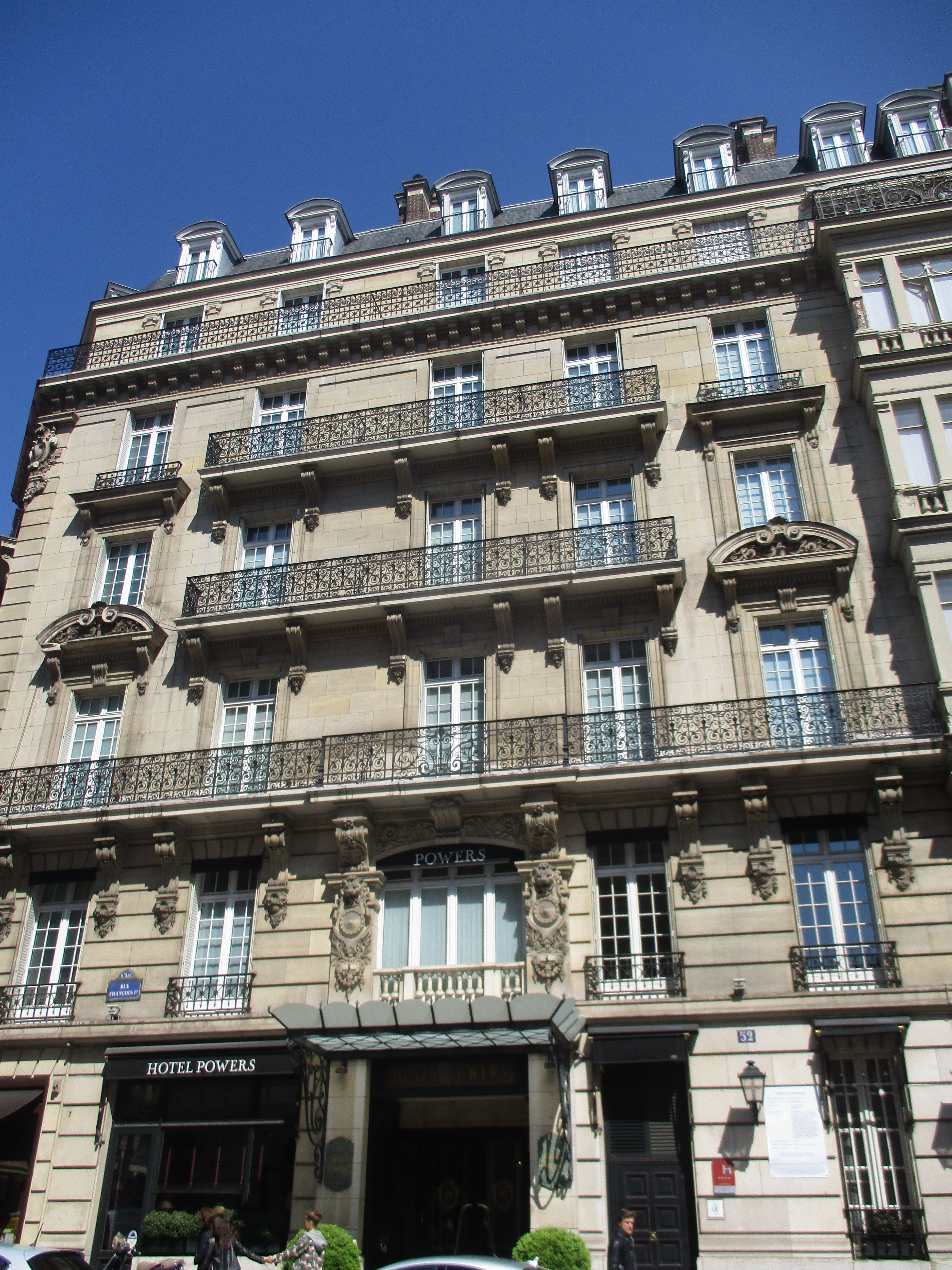
Hôtel Powers, au no 52.

## Bâtiments détruits
- No 5 : hôtel de Mme Ridgway puis résidence des ambassadeurs des États-Unis[26] Henry White (1907-1909), Robert Bacon (1909-1912) et Myron Timothy Herrick (1912-1914). Pendant la Première Guerre mondiale, il abrite le siège de l'American Relief Clearing House, fondé par ce dernier afin de coordonner l'action d'associations caritatives américaines, qui récolteront plusieurs millions jusque 1917, année de l'entrée en guerre des États-Unis[27]. Actuellement un bâtiment récent, qui abrite en particulier le siège de la société Financière Lov, propriété de Stéphane Courbit[28].
- No 17 : hôtel du baron Le Vavasseur[21].
- No 33 : hôtel appartenant au comte de Franqueville (en 1910)[10].
- No 53 : hôtel du baron Roger, construit en 1898-1905 par Walter-André Destailleur (voir également le 38, avenue George-V). « Il est devenu le siège de divers organismes internationaux et du Sporting Club[21] » (en 1953).
- Nos 55-57 (voir également le 40, avenue George-V) : hôtel Lebaudy, construit par Ernest Sanson pour l'industriel Pierre Lebaudy. Ce dernier avait fait l'acquisition de l'ancienne propriété Drouyn de Lhuys et décidé de faire abattre l'édifice, en mauvais état et qui n'était plus au goût du jour, pour faire bâtir sur la parcelle de 960 m2 un nouvel hôtel particulier. Le cardinal Mathieu (1839-1908), de l'Académie française, y avait un pied-à-terre[26]. « L'hôtel Lebaudy, écrit André Becq de Fouquières en 1953, appartient toujours à Mme Pierre Lebaudy, née Luzarche d'Azay, et c'est là que vint se réfugier le cardinal Mathieu, lorsqu'il fut chassé de son évêché en 1905, par la loi de Séparation[29],[21]. » La veuve de Pierre Lebaudy est morte en 1962. L'hôtel a alors été vendu, détruit et remplacé par un immeuble moderne.

## Sources
- André Becq de Fouquières, Mon Paris et ses Parisiens, vol. I, Paris, Pierre Horay, 1953. .
- Félix de Rochegude, Promenades dans toutes les rues de Paris. VIIIe arrondissement, Paris, Hachette, 1910. .